# Balian z Ibelinu
Balian z Ibelinu, znany również jako Balian z Ramli i Balian z Nablus (ur. wczesne lata 40. XII wieku, zm. 1193) – możnowładca z Królestwa Jerozolimskiego.

## Życiorys
Balian był synem Barisana z Ibelinu oraz bratem Hugona, Baldwina i Ermengardy. Jego imię brzmiało właściwie Barisan, lecz w ciągu XII w. wymowa zmieniła się na „Balian”. Niekiedy jest też zwany „Balianem młodszym”, dla odróżnienia od jego ojca – „Baliana starszego”.
Po śmierci Hugona w 1150 otrzymał zamek Ibelin od jego spadkobiercy Baldwina, który zostawił dla siebie panowanie nad Ramlą. W 1174 bracia poparli roszczenia Rajmunda z Trypolisu wobec Milesa de Plancy o tytuł regenta Jerozolimy. W 1177 brali udział w bitwie pod Montgisard. W tym samym roku Balian poślubił Marię Komnenę, wdowę po królu Amalryku I i otrzymał dzięki temu Nablus.
Balian wraz z bratem poparli w 1183 Rajmunda jako kandydata na regenta dla chorego na trąd Baldwina IV. Innym kandydatem był Gwidon de Lusignan, mąż Sybilli. Balian był obecny na koronacji Baldwina V, która miała miejsce także w 1183, jeszcze za życia Baldwina IV, w celu uniemożliwienia koronacji Gwidona na króla. Baldwin IV zmarł w 1185, a syn Sybilli, następca tronu, niespełna półtora roku później. Faworyt do tronu Rajmunda, Humfryd IV z Toron, odmówił przyjęcia korony i przeszedł na stronę Gwidona. Balian złożył przysięgę wierności Gwidonowi, natomiast jego brat udał się na wygnanie do Antiochii.

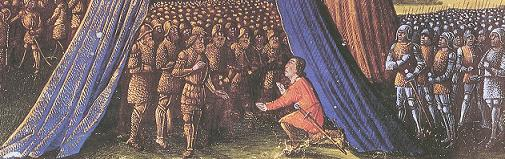
Balian poddaje Jerozolimę Saladynowi, z Les Passages faits Outremer par les Français contre les Turcs et autres Sarrasins et Maures outremarins, około 1490. Bibliothèque nationale de France, Paryż

Brał udział w bitwie pod Hittinem w 1187, gdzie udało mu się wydostać z pogromu, następnie dowodził obroną Jerozolimy i pomagał przy rokowaniach z Saladynem po zdobyciu miasta w październiku 1187. Ibelin, Nablus, Ramla oraz wszystkie inne dobra Baliana zostały podbite przez Saladyna, lecz pozwolono Balianowi na ucieczkę wraz z rodziną do Trypolisu. Początkowo wspierał Gwidona w jego walce o tytuł królewski z Konradem z Montferratu, później sprzymierzył się z Marią Komneną, by doprowadzić do ślubu Konrada z Izabelą, córką Marii z pierwszego małżeństwa, przez co roszczenia Konrada do korony stały się silniejsze. Po śmierci Konrada i małżeństwie Izabeli z Henrykiem II stał się jednym z doradców Henryka. W 1192 pomagał w negocjacjach między Ryszardem Lwie Serce a Saladynem, które zakończyły III krucjatę. Jako że Ibelin nadal znajdował się pod kontrolą Saladyna, Ryszard nadał Balianowi Cymont.

## Potomkowie
Z Marią Komneną Balian miał co najmniej 4 dzieci:
1. Helwizę (zm. 1216), najpierw żonę Renalda z Sydonu (wdowca po Agnieszce de Courtenay), później – Gwidona de Montfort,
2. Jana z Ibelinu (1179–1236), pana Bejrutu i konstabla Jerozolimy, męża Helvis z Nephin i później Melisendy z Arsur,
3. Małgorzatę, żonę najpierw Hugona z Tyberiady (pasierba Rajmunda III hrabiego Trypolisu), później – Waltera z Cezarei,
4. Filipa z Ibelinu (zm. 1227), regenta Cypru, męża Alicji de Montbéliard.

## Media
Fabuła filmu Królestwo niebieskie Ridleya Scotta z 2005 luźno oparta jest na historii życia Baliana młodszego.